# Bunuri mobile din domeniul știință și tehnică clasate în patrimoniul cultural național al României aflate în județul Brașov
Acestă listă conține bunurile mobile din domeniul știință și tehnică clasate în Patrimoniul cultural național al României aflate la momentul clasării în județul Brașov.

## Tezaur
| Foto | Informații generale                                     | Detalii tehnice | Descriere | Deținător                | Legături |
| ---- | ------------------------------------------------------- | --------------- | --- | ------------------------ | -------- |
|      | Locomotivă cu aburi Autor: Krauss, München              | Datare: 1916    | Această locomotivă este unicat și a ajuns în România odată cu trupele germane în timpul primului război mondial. Este un proiect neobișnuit pentru ecartament îngust de 760 mm și în același timp unul unic al fabricii de locomotive Krauss din München. Locomotiva este în stare de funcționare, cu toate piesele complete. Necesită doar o revizie a cazanului și o împrospătare a vopsirii inscripționării. | S.C. Brafor S.A., Brașov | Cimec    |
|      | Locomotivă cu aburi Autor: Borsig - Berlin              | Datare: 1909    | Această locomotivă este unicat și a fost livrată în România pentru Fabrica de cherestea Brezoi. A fost utilizată la manevra vagoanelor de ecartament normal pe linia industrială dintre depozitul fabricii de cherestea Brezoi și stația CFR Lotru. Locomotiva este în stare de funcționare, cu toate piesele complete. Necesită doar o revizie a cazanului și o împrospătare a vopsirii inscripționării. | S.C. Brafor S.A., Brașov | Cimec    |
|      | Locomotivă cu aburi Autor: IRUM Reghin                  | Datare: 1984    | În parcul CFF (Căile Ferate Forestiere) au figurat 12 locomotive de acest tip, construite între anii 1982 - 1984, după modelul locomotivelor din Reghin. A fost utilizată la tracțiunea trenurilor pe căile ferate forestiere Covasna - Comandău, până la închiderea exploatării în anul 1999. Locomotiva este în stare de funcționare, cu toate piesele complete. Necesită doar o revizie a cazanului și o împrospătare a vopsirii inscripționării.                                                                                    | S.C. Brafor S.A., Brașov | Cimec    |
|      | Locomotivă cu aburi Autor: IRUM Reghin                  | Datare: 1982    | În parcul CFF (Căile Ferate Forestiere) au figurat 12 locomotive de acest tip, construite între anii 1982 - 1984, după modelul locomotivelor Reșița, proiect îmbunătățit de întreprinderea din Reghin. A fost utilizată la tracțiunea trenurilor pe căile ferate forestiere Covasna - Comandău, până la închiderea exploatării în anul 1999. Locomotiva este în stare de conservare, cu toate piesele complete. Necesită doar o revizie a cazanului și aparatului de rulare, completarea cu piese mărunte și vopsire și inscripționare. | S.C. Brafor S.A., Brașov | Cimec    |
|      | Locomotivă cu aburi Autor: Sovrommetal, Reșița          | Datare: 1951    | A fost utilizată la tracțiunea trenurilor pe căile ferate forestiere Covasna - Comandău, până la închiderea exploatării în anul 1999. Locomotiva este în stare de conservare, cu toate piesele principale complete. Necesită doar o revizie a cazanului și aparatului de rulare, completarea cu piese mărunte și vopsire și inscripționare. | S.C. Brafor S.A., Brașov | Cimec    |
|      | Locomotivă cu aburi Autor: Combinatul Metalurgic Reșița | Datare: 1955    | A fost utilizată la tracțiunea trenurilor pe căile ferate forestiere Covasna - Comandău, până la închiderea exploatării în anul 1999. Locomotiva este în stare de conservare, cu toate piesele principale complete. Necesită doar o revizie a cazanului și aparatului de rulare, completarea cu piese mărunte și vopsire și inscripționare. | S.C. Brafor S.A., Brașov | Cimec    |